# Lou Rawls
Louis Allen Rawls (ur. 1 grudnia 1933 w Chicago, zm. 6 stycznia 2006 w Los Angeles) – amerykański piosenkarz i aktor głosowy, filmowy i telewizyjny.

## Życiorys
Rawls wydał ponad 60 albumów. Jego nagrania sprzedano w nakładzie przekraczającym 40 milionów kopii. W trakcie ponad 40-letniej kariery muzycznej Rawlsa uhonorowano trzema nagrodami Grammy. Największym przebojem muzyka jest piosenka „You’ll Never Find Another Love like Mine”.
Zmarł na nowotwór mózgu i raka płuca.

## Filmografia

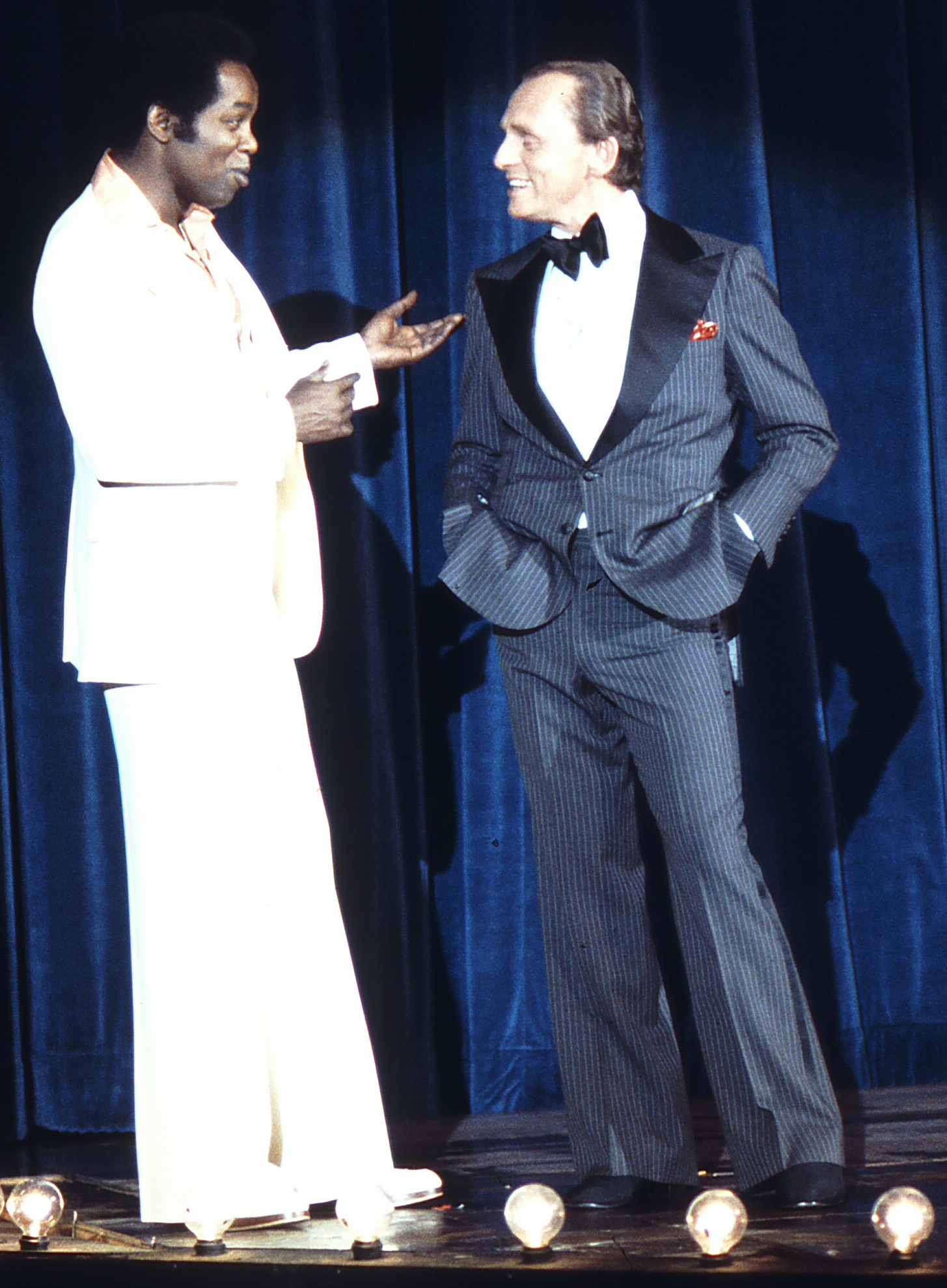
Rawls z aktorem i komikiem Frankiem Gorshinem (1977)

### Filmy
- 1969: Angel, Angel, Down We Go jako Joe
- 1995: Zostawić Las Vegas
- 1999: Dziewczyna do wzięcia jako Jazzman
- 2003: Uh Oh! jako król tooetu

### Seriale
- 1958: 77 Sunset Strip jako Towarzysząca
- 1978: Fantasy Island jako Charles „Diggs” Whelan
- 1989: Słoneczny patrol jako Ozzie Thompson
- 1996: Zdarzyło się jutro jako Hanratty

### Głosy
- 1990: Kapitan Planeta i planetarianie jako dr Rice
- 1996: Hey Arnold! jako Harvey / kierowca autobusu / Pop Daddy
- 1998: Tajne akta Psiej Agencji jako Anubis

## Wyróżnienia
W 1982 roku Rawlsa honorowano gwiazdą na Hollywoodzkiej Alei Gwiazd.